# Jean-Baptiste Serruys
Jean-Baptiste Hubert Serruys (Torhout, 3 november 1754 - Brussel, 6 november 1833) was advocaat, burgemeester, lid van de Tweede Kamer en lid van het Belgisch Nationaal Congres.

## Levensloop
Serruys was de tweede van de vijftien kinderen van Jean-Antoine Serruys (1714-1789) die handel dreef en eigendommen bezat in Torhout, en van Marie-Jeanne Pol (1730-1796).
Serruys studeerde aan de universiteit van Leuven en werd doctor in de rechten in 1779. Hij werd advocaat bij de Raad van Vlaanderen, vestigde zich in Oostende en specialiseerde zich in commerciële en maritieme geschillen. In 1786 was hij de auteur van het zesde deel van de Placcaetboecken van Vlaenderen. In 1787 was hij ook medestichter van de Société littéraire in Oostende. In 1788 werd hij commissaris voor de nationale visvangst.
Toen de Brabantse Omwenteling uitbrak trok Serruys, samen met zijn broer Jacques, de kaart van de democraten van Jan Frans Vonck. Hij werd pensionaris van de stad Oostende. Bij de eerste Franse inval begin 1793 werd hij stadsthesaurier. Na de revolutietijd werd hij in 1796 opnieuw stadsthesaurier en ook vrederechter. Van 1810 tot 1820 was hij notaris in Oostende en bleef tevens vermeld op het tableau van de Balie.
Serruys stond positief tegenover de oprichting van het Verenigd Koninkrijk der Nederlanden en steunde de nieuwe grondwet. In 1815 werd hij door Willem I tot lid benoemd van de Tweede Kamer en dat bleef hij, met een korte onderbreking, tot in 1830. In de Kamer nam hij gaandeweg een meer kritische positie in en durfde af en toe tegen de voorgestelde begroting te stemmen. Het waren trouwens voornamelijk budgettaire of financiële punten die hij in zijn tussenkomsten behandelde. Daarnaast mengde hij zich in de besprekingen nopens de internationale en maritieme handel. Van 1821 tot 1830 was hij ook burgemeester van Oostende.
Bij het begin van de revolutie nam hij een voorzichtige houding aan, ondersteunde de eis van bestuurlijke scheiding maar was geen voorstander van een scheuring. Toen op 5 november 1830 het Nationaal Congres werd samengesteld, werd Serruys door de Oostendse kiezers verkozen. Ondertussen had het Voorlopig Bewind hem bevestigd als burgemeester van Oostende.
Afgaande op zijn stemgedrag in het Congres kan men hem catalogeren als een gematigde orangist. Hij stemde tegen de hoogdringendheid betreffende de uitsluiting van de Nassaus, maar stemde dan wel voor die eeuwigdurende uitsluiting ('Uit schrik' zo schreef zijn broer). Verder ondersteunde hij conservatieve voorstellen. Hij was voor een tweekamerstelsel, maar met een senaat benoemd door de koning. Hij stemde voor de hertog van Leuchtenberg als staatshoofd, die symbool stond voor een sterke 'bonapartistische' uitvoerende macht. Vervolgens stemde hij met de meerderheid voor de aanduiding van Leopold van Saksen Coburg en voor de aanvaarding van het Verdrag der XVIII Artikelen.
In augustus 1831 werd Serruys tot volksvertegenwoordiger verkozen en op 8 september zat hij als ouderdomsdeken de openingszitting van het parlement voor. Hij speelde voor het overige slechts een bescheiden rol en keurde mee het Verdrag der XXIV Artikelen goed.
Op 4 oktober 1832, bij de eerste grote benoemingsgolf in de magistratuur na de Belgische revolutie, werd de 78-jarige Serruys raadsheer bij het Hof van Cassatie. Een jaar later overleed hij aan een beroerte.
Jean-Baptiste Serruys was getrouwd in 1787 met de Gentse Marguerite Maertens (1768-1818). Ze hadden vier zoons, waarvan twee voor nageslacht zorgden tot op heden.

## Publicaties
- Zesde Placcaetboeck van Vlaanderen, 1786.
- Notice historique du commerce des Pays-Bas, depuis la domination de la maison de Bourgogne, jusqu'à nos jours, Oostende, 28 oktober 1830.

## Iconografie
- Portret van Jean-Baptiste Serruys (postuum geschilderd) door Emile Bulcke (1875-1963), bewaard in de portrettengalerij van de Oostendse burgemeesters, stadhuis, Oostende.